# بيسورن
بيسورن (بالإنجليزية: Bishorn)‏ هو أحد جبال سلسلة جبال الألب بينيني وجزء من القمة الأم يقع في سويسرا. يبلغ ارتفاع الجبل حوالي 4153 متر، بينما يبلغ ارتفاع نتوء الجبل 120 متر، وقد سجل أول وصول لقمة الجبل عام 1884.